# Les Fleurs du Mal (альбом)
Les Fleurs du Mal (с фр. — «Цветы зла») — студийный трибьют-альбом шведской симфоник-метал-группы Therion, выпущенный в Европе 28 сентября 2012 года. Записывался в Швеции, в студии Adulruna, и был выпущен на собственном лейбле Кристофера Йонссона, лидера Therion. В России и прибалтийских странах альбом был издан 15 октября на лейбле Irond, в Северной Америке — 13 ноября на лейбле End of the Light Records.

## Концепция
Альбом состоит из металлических обработок песен французской эстрады 1960-х и 1970-х, главным образом в жанре йе-йе.
Название пластинки является отсылкой к одноимённому сборнику стихов, выпущенному в XIX веке французским поэтом Шарлем Бодлером. Les Fleurs du Mal — музыкальная составляющая арт-проекта, приуроченного к 25-летнему юбилею Therion. Помимо альбома данный проект включает в себя выступления и визуальное оформление.

## История
В феврале 2012 года Therion опубликовали расписание концертов из европейского тура, приуроченного к двадцатипятилетию группы, и сообщили, что незадолго до первого выступления — 28 сентября в нидерландском Эйндховене — планируется издание нового студийного альбома. Название и обложку диска группа представила в начале сентября, тогда же на официальном сайте коллектива появилась возможность предзаказать Les Fleurs du Mal.
Из-за разногласий с Nuclear Blast, издающим лейблом Therion, Кристофер Йонссон принял решение выпустить и распространять альбом собственными силами. Он выкупил у лейбла мастер-диск Les Fleurs du Mal и решил первоначально продавать компакт-диски только посетителям европейских концертов тура Flowers of Evil. В отличие от обычной версии альбома, реализуемые таким образом диски, были подписаны лично Йонссоном, содержали дополнительную композицию «Les Sucettes» и плакат.
29 сентября на официальном канале Therion на YouTube были представлены клипы на три композиции: «J’ai Le Mal De Toi», «Poupée De Cire, Poupée De Son» и «Je N’ai Besoin Que De Tendresse». Четвёртый клип — «Mon amour, mon ami» был выпущен 11 августа 2013 года.

## Список композиций
| №   | Название                                                            | Автор(ы)                            | Изначальный исполнитель | Длительность |
| --- | ------------------------------------------------------------------- | ----------------------------------- | ----------------------- | ------------ |
| 1.  | «Poupée de cire, poupée de son» («Восковая кукла, тряпичная кукла») | Серж Генсбур                        | Франс Галь (1965)       | 2:51         |
| 2.  | «Une fleur dans le cœur» («Цветок в сердце»)                        | Кристоф Шаффер, Поусон/Чемберс      | Виктуар Скотт (1968)    | 3:03         |
| 3.  | «Initials B.B.» (Инициалы Б. Б.)                                    | Серж Генсбур                        | Серж Генсбур (1968)     | 3:44         |
| 4.  | «Mon amour, mon ami» («Моя любовь, мой друг»)                       | Эдди Мерней, Андре Попп             | Мари Лафоре (1967)      | 4:35         |
| 5.  | «Polichinelle» («Полишинель»)                                       | Пьер Сака, Жан Бернар               | Франс Галь (1967)       | 2:28         |
| 6.  | «La Maritza» («Марица»)                                             | Пьер Деланоэ, Жан Ренар             | Сильви Вартан (1968)    | 3:54         |
| 7.  | «Sœur Angélique» («Сестра Анджелика»)                               | Мишель Ривгош, Жорж Лиферман        | Анни Филип (1966)       | 3:05         |
| 8.  | «Dis-moi poupée» («Скажи мне, куколка»)                             | Жан Альбертини, Джонни Реч          | Изабель(1967)           | 3:24         |
| 9.  | «Lilith» («Лилит»)                                                  | Леони Луазо, Карл-Хайн Шафер        | Леони (1972)            | 2:30         |
| 10. | «En Alabama» («В Алабаме»)                                          | Себастьян Пуатрено, Жан-Клод Ваннье | Леони (1971)            | 2:39         |
| 11. | «Wahala Manitou» («Вахала Маниту»)                                  | Этьен Рода-Жиль, Кристоф            | Леони (1971)            | 2:34         |
| 12. | «Je n’ai besoin que de tendresse» («Мне нужна лишь нежность»)       | Клэр Диксон, Даниель Фор            | Клэр Диксон (1967)      | 2:14         |
| 13. | «La Licorne d’or» («Золотой единорог»)                              | Кристиан Тюрбан, Мишель Бернхольц   | Виктуар Скотт (1968)    | 2:45         |
| 14. | «J’ai le mal de toi» («Мне тебя не хватает»)                        | Мишель/Жорж Коста, Габриэль Яред    | Бетти Марс (1974)       | 2:51         |
| 15. | «Poupée de cire, poupée de son» («Восковая кукла, тряпичная кукла») | Серж Генсбур                        | Франс Галь (1965)       | 2:31         |
| 16. | «Les Sucettes» (бонус-трек; «Леденцы»)                              | Серж Генсбур                        | Франс Галь (1966)       | 2:40         |

## Участники записи
| Therion - Кристофер Йонссон (швед. Christofer Johnsson) — гитара, клавишные, колокола, литавры, кларнет, контрабас, арфа, орган, вокал, программинг, аранжировка, звукоинженер, продюсер - Томас Викстрём (швед. Thomas Vikström ) — тенор - Лори Льюис (англ. Lori Lewis) — сопрано - Кристиан Видаль (англ. Christian Vidal) — гитара, ситар - Юхан Кольберг (англ. Johan Koleberg) — ударные - Нэлле Пальссон (швед. Nalle Påhlsson) — бас-гитара                                                                       | Технический персонал и оформление - Одри Дюжардин (фр. Audrey Dujardin) — транслитерация текстов, репетитор по произношению - Даг Лундквист (швед. Dag Lundquist) — инженер - Сами Карппинен (фин. Sami Karppinen) — инженер - Штефан Глауман (нем. Stefan Glaumann) — сведение - Эдуард-Хенри Аврил (швед. Edouard-Henri Avril) — обложка - Томас Эверхард (швед. Thomas Ewerhard) — вёрстка, фотограф - Фернандо Асевес (исп. Fernando Aceves) — фотограф |
| Приглашённые музыканты - Вокал - Линнея Викстрём (швед. Linnéa Vikström) - Сноуи Шоу (англ. Snowy Shaw) - Скрипка - Андерс Океред (швед. Anders Åkered) - Фредрик Сюберг (швед. Fredrik Syberg) - Ханна Экстрём (швед. Hanna Ekström) - Иса Хольмесунд (швед. Isa Holmesund) - Ларс Вехлин (швед. Lars Wehlin) - Наталия Мигдаль (швед. Natalia Migdal) - Альт - Анна Манелль (швед. Anna Manell) - Пер Линдквист (швед. Pär Lindqvist) - Виолончель - Анна Дагер (швед. Anna Dager) - Тове Тёрнгрен (швед. Tove Törngren) | - Валторна - Эва-Теа Лундберг (швед. Eva-Tea Lundberg) - Ида Фрейи (швед. Ida Freji) - Йохан Ахлин (швед. Johan Ahlin) - Магнус Вретблад (швед. Magnus Wretblad) - Тромбон - Кристоффер Сиггстедт (швед. Kristoffer Siggstedt) - Магнус Вернер (швед. Magnus Werner) - Стаффан Финдин (швед. Staffan Findin) - Эрик Роделль (швед. Erik Rodell) — гобой - Рольф Пилотти (швед. Rolf Pilotti) — флейта - Йохан Норин (швед. Johan Norin) — труба             |